# Dog, Cat, and Canary
Dog, Cat, and Canary ist ein US-amerikanischer animierter Kurzfilm von Howard Swift aus dem Jahr 1945.

## Handlung
Die Katze hat mal wieder vergeblich versucht, Mäuse oder andere Nagetiere zu jagen. Stets waren die Kleintiere schneller als sie. Plötzlich entdeckt die Katze auf dem Nachbargrundstück einen Kanarienvogel, der in einem Käfig auf der Terrasse hängt und singt. Der Käfig wird von einem großen Hund bewacht, der jedoch gerade schläft und angeleint ist. Vorsichtig begibt sich die Katze durch eine lose Zaunlatte aufs Nachbargrundstück und versucht, den Käfig zu fassen, landet dabei jedoch auf dem schlafenden Hund. Der erwacht und verfolgt die Katze zähnefletschend, bis die Leine gespannt ist. Die Katze verspottet den Hund und provoziert ihn, kann er doch aufgrund der Leine nicht näher kommen. Anschließend inszeniert die Katze eine Verfolgungsjagd, bei der sie den Hund im Kreis um die Leinenstange laufen lässt, sodass sich seine Leine aufwickelt. Am Ende ist der Hund von seiner Leine gefangen und muss mit ansehen, wie die Katze den Käfig greift. Der Käfig fällt zu Boden und öffnet sich und dem Kanarienvogel gelingt die Flucht. Es kommt zu einer Verfolgungsjagd, bei der auch die Fesseln des Hundes gelöst werden. Während die Katze den Vogel jagt, jagt der Hund die Katze. Alle drei gelangen ins Haus, wo der Vogel die Katze am Ende mit einem Trick in den Heizungsschacht befördert. Die Katze fällt über die Heizungsrohre in die Tiefe und landet im Ofen. Resigniert schaut sie durch die Ofenstäbe, während weiter oben Hund und Kanarienvogel ihren Sieg über die Katze feiern.

## Produktion
Für Dog, Cat, and Canary wurde am 5. Januar 1945 ein Copyright-Eintrag registriert. Der Film kam als Teil der Color Rhapsody Theatrical Cartoon Series in die Kinos. Es war zudem der erste Teil der kurzen Flippy-Cartoon-Reihe mit Kanarienvogel Flippy (in späteren Comics auch „Flippidy“ genannt), Katze Flop und Hund Sam.

## Auszeichnungen
Dog, Cat, and Canary wurde 1945 für einen Oscar in der Kategorie „Bester animierter Kurzfilm“ nominiert, konnte sich jedoch nicht gegen Tom bildet sich durchsetzen.